# Synthese (Elektrotechnik)
Unter Synthese wird in der Elektrotechnik die Entwicklung von technischen Systemen bezeichnet. Dabei wird ausgehend von vorgegebenen bzw. geforderten Eigenschaften und Verhalten ein System entwickelt, das diese Eigenschaften aufweist. Es ist somit das Gegenstück zur Systemanalyse, die für ein vorgegebenes System ein Modell desselben entwickelt.

## Grundlagen
Gegenüber der empirischen Vorgehensweise oder der des Experimentes wird bei der Synthese aus einem mathematischen Modell die Realisierung mit einer Schaltung gewonnen. Aus Erfahrungen der Analyse ist bekannt, dass es oft mehrere Realisierungen gibt, die in mindestens einer ihrer Eigenschaften übereinstimmen. Daraus geht hervor, dass das Syntheseproblem und damit die speziellen Syntheseaufgaben nicht eindeutig lösbar sind. Die Teilaufgaben einer Synthese sind:
1. Mathematische Synthese
2. Struktursynthese
3. Äquivalenzetappe
4. Realisierung

## Synthesearten
In der Elektrotechnik bezeichnet die Synthese den Entwurf von elektronischen Schaltungen, Systemen oder Feldern:

### Schaltungssynthese (analog)
Der Entwurf von analogen Schaltungen und Systemen wird als Schaltungssynthese bezeichnet. Hierbei muss zwischen der Synthese linearer und nichtlinearer Systeme unterschieden werden. Die Synthese von linearen Schaltungen und Systemen der Elektrotechnik wurde als Wissenschaft maßgeblich durch den deutschen Wissenschaftler Wilhelm Cauer begründet. Umfangreich wurde die Theorie der Synthese von Schaltungen mit gegebenen Frequenzgang – der Filterentwurf – entwickelt. Für die Synthese von nichtlinearen Schaltungen und Systemen ist bis heute keine einheitliche Theorie vorhanden. Es gibt einige nichtlineare Differentialgleichungen (DGL), wie bspw. die Van-der-Pol-DGL und deren modifizierte Formen, die bei der Konstruktion von nichtlinearen Oszillatoren herangezogen werden. In der Regel bedient man sich bei der Synthese der Grundelemente gesteuerter Spannungs- und Stromquellen. Die technische Realisierung, z. B. als Transistorschaltung oder mittels Operationsverstärker (OPV), bleibt dem Bearbeiter überlassen.

### Schaltungssynthese (digital)
Gleichfalls benutzt man den Begriff Synthese auch für die automatische Erzeugung von digitalen Schaltungen. Dabei wird zunächst die Beschreibung der Schaltungsfunktion und deren Struktur mit einer Hardwarebeschreibungssprache eingegeben und danach in eine Gatter-Netzliste umgewandelt, welche dann weiter verarbeitet werden kann. Diese Übersetzung wird von einem Synthesewerkzeug geleistet (siehe Logiksynthese). Für den Entwurf spezieller Schaltungsklassen wie Datenpfad und Zustandsautomaten stehen gesonderte Verfahren zur Verfügung.

### Layoutsynthese
Unter Layoutsynthese versteht man das automatisierte Erstellen der geometrischen Anordnung der Zellen und ihrer Verbindungen (das sog. Maskenlayout) beim Layoutentwurf eines integrierten Schaltkreises. Eingangsinformationen sind die Netzliste sowie Bibliotheksinformationen zu den Zellen und Technologie-Informationen. Ergebnis der Layoutsynthese ist die graphische, ebenenspezifische Abbildung aller Elemente der Schaltung, oft in einem sog. GDSII- oder OASIS-Dateiformat.

### Synthese von Feldern
Bei der Synthese von Feldern bedient man sich der Vorgabe von Rand-, Anfangs- und Grenzbedingungen und sucht ein elektromagnetisches Feld, welches diese Forderungen erfüllt. Ebenso stellt sich die Aufgabe, Felder auf Grund eines vorgegebenen Bifurkationsverhaltens zu realisieren.

### Historisch
- Wilhelm Cauer, Wilhelm Klein, Franz M. Pelz: Theorie der linearen Wechselstromschaltungen. (in 2 Bänden), Akademie-Verlag, Berlin 1954–1960.
- Chua, Desor, Kuh: Linear and nonlinear circuits. McCraw-Hill Book Company, New York 1987, ISBN 0-07-100167-0.
- Philippow, Büntig: Analyse nichtlinearer dynamischer Systeme der Elektrotechnik. Carl Hanser Verlag, München 1992, ISBN 3-446-16287-9.
- Süsse (Hrsg.): Theoretische Elektrotechnik. Band 3: Analyse und Synthese elektrotechnischer Systeme. Wissenschaftsverlag Ilmenau, Ilmenau 1997, ISBN 3-9806486-2-1.